# Avesnes-en-Saosnois

Avesnes-en-Saosnois este o comună în departamentul Sarthe, Franța. În 2009 avea o populație de 105 de locuitori.